# P'iur
Cette page contient des caractères spéciaux ou non latins. S’ils s’affichent mal (▯, ?, etc.), consultez la page d’aide Unicode.
P'iur, փիւր ou փյուր en arménien ([pʰʏɹ]), est la 35e lettre de l'alphabet arménien.

## Linguistique
P'iur est utilisé pour représenter le son [pʰ].
Dans la norme ISO 9985, la lettre est translittérée par « p' ».

## Représentation informatique
- Unicode[1] :
  - Capitale Փ : U+0553
  - Minuscule փ : U+0583